# Tito Vera
Tito Prisciliano Vera (4 gennaio 1952) è un ex calciatore paraguaiano, di ruolo centrocampista.

## Carriera

### Club
Giocò nella massima serie paraguaiana con River Plate e Libertad.

### Nazionale
Con la nazionale paraguaiana vinse la Copa América 1979.